# 纳斯林·索托德
纳斯林·索托德（波斯語：نسرین ستوده，1963年5月30日—），伊朗女性律师和人权活动家。她曾经辩护过的委托人包括记者伊萨·萨哈尔希兹、诺贝尔和平奖得主希林·伊巴迪，以及被禁的反对派组织伊朗民主阵线的领袖赫什马特·塔巴尔扎迪。

## 生平
她毕业于首都德黑蘭的沙希德·贝赫什提大学国际法专业，最初先后在住房部司法办公室、一家国营银行工作。1995年获得律师资格证。此后主要为受虐待的儿童和妇女担任维权工作，她的委托人中也包括许多社会活动家和记者。她与诺贝尔和平奖得主希林·伊巴迪和伊朗人权组织——人权捍卫者中心的关系也很密切。
2010年9月她被捕关押在埃温监狱中，罪名是从事“危害国家安全的宣传”。2011年1月，被判入狱11年，并禁止20年以内从事法律工作和离开国家。后来上诉法院改判为六年，10年内禁止担任律师。
2018年6月當局後來以「侮辱最高領袖」、「危害國家安全罪」和「間諜罪」等9項指控，將她由家中逮捕，關到首都德黑蘭郊區外惡名昭彰的埃溫監獄。她一共被判處38年有期徒刑，以及鞭刑148下。

## 荣誉
- 2011 PEN/Barbara Goldsmith Freedom to Write Award[4]
- 2011 Southern Illinois University School of Law Rule of Law Citation[5]
- 2012 萨哈罗夫奖（与伊朗电影导演贾法·帕纳西分享）[6]
- 2018年 图霍尔斯基奖